# 도시 기후
도시 지역의 기후는 도시 개발의 결과로 인근 농촌 지역의 기후와 다르다. 도시화는 풍경의 형태를 크게 변화시키며, 지역의 공기에도 변화를 가져온다. 도시 기후에 대한 연구는 도시기후학이다.
1950년에 아케 순드보르그(Åke Sundborg)는 도시 기후에 관한 최초의 이론 중 하나를 발표했다.
다가오는 에너지원의 변화를 추구하면서 도시 환경 내에서 자연 요소의 중추적인 역할은 아무리 강조해도 지나치지 않는다. 여기에는 태양 복사, 바람 패턴, 토양과 물에 내재된 열 용량이 제시하는 가능성을 활용하는 것이 포함된다. 또한 날씨 패턴, 계절 변화, 녹지 공간의 영향을 활용하는 것도 포함된다.

## 기후변화
기후변화가 긴급한 글로벌 문제가 되면서, 글로벌 경제와 지역 경제 모두 지속 가능한 관행을 육성하고 그 영향에 맞서기 위해 방법론을 조정하고 혁신해야 한다. 환경에 미치는 영향을 최소화하면서 경제성장을 유지하려면 재생에너지원, 친환경 생산방식, 효율적인 자원관리 등 대안적 접근방식을 수용하는 것이 필수적이다. 우리가 기후 변화에 대해 더 많이 알게 되면, 부정확한 정보의 확산을 줄이고 적극적인 인식을 세계 곳곳에 전파하기 위해 전문가와 지식을 공유하는 사람들이 계속해서 대화하고 협력하는 것이 중요하다. 인도와 같은 지역에서는 계획 시스템 내 기후 인식이 현저히 부족하기 때문에 지속 가능한 도시 개발을 달성하는 것이 엄청난 과제를 안고 있다. 지속적인 발전은 도시화와 기후 변화 사이의 복잡한 상호 작용에 대한 포괄적인 이해에 달려 있으며, 이를 위해서는 기후 고려 사항과 복원력 측정을 도시 계획 구조에 통합해야 한다. 기획자, 정책 입안자, 이해관계자 간의 지식을 강화하고 인식을 높임으로써 효율적인 토지 이용, 저탄소 운송, 재생 가능 에너지, 기후 회복력 있는 인프라 등 기후 대응 전략을 계획 프로세스에 통합하는 것이 가능해졌다. 이러한 지식 격차를 해소하고 계획 시스템 내에서 기후를 고려하는 사고방식을 육성하는 것은 인도에서 지속 가능한 도시 개발을 달성하고 도시가 기후 변화의 복잡한 과제를 헤쳐나갈 수 있도록 역량을 부여하는 동시에 거주자를 위한 조화롭고 번영하는 미래를 보장하기 위한 중요한 단계이다.

## 커뮤니티
현대 도시 계획은 포용적이고 접근 가능한 공공 공간의 중요성을 인식하면서 민간 주도로 달성된 단순한 미학을 초월해야 한다. 이러한 공유 공간은 모두를 위한 적절한 주거에 대한 기본권을 보호하는 데 중요한 역할을 한다. 이는 소속감과 공유 가치를 확립함으로써 다양한 개인 간의 단결을 촉진하는 사회 계약을 수반한다. 도시 계획은 민간 노력과 함께 공공 공간 개발을 우선시함으로써 지역사회 결속력을 강화하고, 자원에 대한 공평한 접근을 촉진하며, 주민의 전반적인 복지와 삶의 질에 기여하고, 사회적 통합과 집단적 진보의 원칙을 강화할 수 있다.

## 같이 보기
- 대기 오염